# بووت فلوریه
بووت فلوریه (انگلیسی: Bovet Fleurier) شرکت کالای لوکس سوئیسی است، که در سال ۱۸۲۲ تأسیس شد.